# Museer i Island
Dette er en liste over museer i Island.

## Museer
- Akureyri Kunstmuseum
- Aurora Reykjavík
- Flugsafn Íslands
- Borgarnes Museum Safnahús Borgarfjarðar
- Borgarskjalasafn Reykjavíkur
- Borgarsogusafn (Reykjavik Bymuseum)
  - Árbæjarsafn (frilandsmuseum)
  - Reykjavík 871±2
  - Reykjavik Fotomuseum
  - Reykjavik Maritime Museum
- Byggðasafn Árnesinga
- Byggðasafn Húnvetninga og Strandamanna
- Byggðasafn Skagfirðinga
- Byggðasafn Vestfjarða
- Byggðasafnið í Görðum Akranesi
- Center for islandsk kunst
- Det islandske fallosmuseum
- Duus Museum
- Fischersetur (museum om Bobby Fischer
- Galleri Sudurgata 7
- Gljúfrasteinn
- Gufunes
- Höfn Gletschemuseum
- Húsavík Hvalmuseum
- Hönnunarsafn Íslands
- ICGV Óðinn
- Islands Nationalgalleri
- Islands Nationalmuseum
- Könnunarsögusafnið (ekspeditionsmuseum)
- The Living Art Museum (museum for moderne kunst)
- Melrakkasetur (polarrævecentret)
- Minjasafnið á Akureyri (Akureyri Museum)
- Ósvör Maritime Museum
- Perlan (naturhistorisk museum)
- Reykjavik kunstmuseum
- Rokksafn Íslands
- Safnasafnið (udstillingsbygning)
- Samgönguminjasafnið Ystafelli
- Síldarminjasafnið á Siglufirði (sildemuseet)
- Skóbúðin
- Skriðuklaustur (forfatteren Gunnar Gunnarssons gård)
- Strandagaldur (museum for trolddom og heksekunst)
- Tækniminjasafn Austurlands (teknisk museum)
- Þjóðveldisbærinn Stöng (rekonstrueret vikingehus)
- Víkingaheimar (vikingetidsmuseum)
  - Íslendingur (rekonstrueret vikingeskib)
- Volcano House
- Whales of Iceland